# Sadîc, Cantemir
Sadîc este satul de reședință al comunei cu același nume  din raionul Cantemir, Republica Moldova.

## Poziția geografică și microtoponimia Sadâcului
Satul Sadâc este situat în zona de sud a Republicii Moldova, în valea largă a râului Ialpugel, afluent de dreapta al Ialpugului, la o distanță de 4 km de șoseaua Cantemir-Comrat. La nord, moșia satului se mărginește cu moșia satului Congazcic, mai exact, peste pădurea de lângă cătunul Dudulești. În partea de este se învecinează cu moșiile satelor Chirsova și Congaz, iar în cea de sud-cu moșia satului Taraclia, care face parte din componența comunei Sadâc și dincolo de care se află satul găgăuzesc Cârlăneni (numit în perioada sovietică Cotovscoe), iar în cea de vest-cu moșiile satelor Bobocia, Șamalia și Vișinești.
Vatra satului este divizată, convențional în trei sectoare. Cel așezat la vest de biserică, întinzând-se, în continuare, dincolo de Ialpugel, se numește Satul Vechi. La nord de porțiunea din dreapta Ialpugelulu a Satului Vechi se află Lărgenii, denumirea provenind de la numele satului Lărguța, de unde cândva au trecut cu traiul o seamă de locuitori. Iar cel de-al treilea sector, de est, se numește Satul Nou.
Cele două păduri, una de lângă sătucul Dudulești, cu suprafața de 914 ha, și alta așezată în preajma Taracliei, cu suprafața de 1050 ha, au fost sădite în anii 50 ai secolului XX.  De asemenea artificial este și lacul situat la nord în sat, a cărui iezătură a fost ridicată la începutul anilor 70 ai secolului XX.

## Prima mențiune documentară
După Zamfir Arbore - Dicționarul geografic al Basarabiei (București, 1904), satul Sadâc din fostul județ Ismail, „așezat pe ambele maluri ale râului Ialpuh”, a fost „întemeiat în 1806, pe seliștea unui sat tătăresc”. Un izvor de mai încoace-Enciclopedia sovietică moldovenească, vol.VI (Chișinău, 1976) conține aceeași datare, ca și, ca și în lucrarea lui Zamfir Arbore, subliniindu-se în această privință: ”Menționat documentar în 1806”.
Într-un „Tablou cuprinzând date referitoare la comunele din județul Cahul (însemnări istorice, geografice și economice)”, anexat la lucrarea lui Valeriu Crețu – Județul Cahul economic. 1927-1937, Sadâcul este arătat a fi și mai vechi, fiind indicat anul 1780, întemeietor al satului fiind Țancu Chilcic. În realitate, Țancu Chilcic a devenit proprietar al moșiei Sadâc peste o sută de ani. Astfel, anul nu poate fi acceptat deoarece lipsește sursa documentară.
Potrivit constatării eronate a lui Vladimir Nicu în lucrarea sa Localitățile Moldovei în documente și cărți vechi. Îndreptar bibliografic, vol. II (Chișinău, 1991) Sadâcul este „atestat în anul 1672”. Din îndreptarul bibliografic a lui V.Nicu evidențiem sursa- Cronici turcești privind țările române. Extrase, vol. II, Volum întocmit de Mihail Guboglu (Chișinău, 1974) ce a stat la baza acestei constatări greșite. în afară de alte extrase din cronici turcești, traduse în limba română, ea cuprinde fragmente și din cea alcătuită de istoriograful turc Hagi Ali, cu privire la expediția din 1672 a osmanilor întreprinsă împotriva Poloniei, condusă de însuși sultanul Mehmed Ali al IV-lea(1648-1687), eveniment care se încheie  cu cucerirea cetății Camenița  și a Podoliei. Cronica reprezintă un jurnal de expediție, descriindu-se în ea drumul parcurs de oastea otomană prin Dobrogea și Moldova. Pe lângă informațiile de ordin politico-militar, administrativ, economic, autorul ei a însușit și denumirile  locurilor unde forțele turcești au poposit  în lungul lor marș spre Camenița. Referindu-se la  la toponimele menționate în această veche scriere musulmană, alcătuitorul volumului de cronici, basarabeanul Mihail Guboglu a consemnat în partea introductivă: „Nu se poate trece cu vederea importanța acestor cronici pentru toponimia istorică medievală a Dobrogei și chiar a Moldovei, deși unele toponime nu se pot identifica”. Însă aceste determinări sunt incorecte, precum și altele similare, referitoare la toponimele din cadrul cronicii consultate, permit a trage concluzia că identificările lui M.Gubolu sunt într-o anumită măsură arbitrare.
Satul Sadâc este atestat documentar pentru prima dată într-o listă de localități întocmită în 1808. Date cu privire la lista respectivă conține răspunsul expediat, la 14 mai 1812, de către marele vistiernic din Moldova, Iordache Ruset-Roznovanu, senatorului V.I.Krasno-Milașevici, președinte al Divanurilor din Principatele Moldova și Țara Românească. Comunicându-i că a primit de la el poruncă de a-i pune la dispoziție informații despre denumirile ținuturilor și satelor, veniturile Moldovei, contribuția acordată armatei, concesiunile existente, Iordache Ruset-Roznovanu a anexat la scrisoarea de răspuns, redactată în rusește, „extrasul din lista ce cuprinde toată Moldova și Basarabia, alcătuită cu trei ani în urmă”. El înștiința în continuare pe demnitarul rus că lista nouă încă nu fusese definitivată, deoarece intervenise schimbări în ce privește numărul de locuitori din fiece sat, unii dintre ei mutându-se dintr-un loc în altul. Îl mai atenționa că în extras nu sunt trecuți sârbii și bulgarii veniți de peste Dunăre, care, stabiliți în Basarabia, se subordonau consilierului de stat activ Koronelli. În lista alcătuită cu trei ani în urmă și prezentată fostului președinte al Divanurilor, senatorului S.Kușnikov, explica marele vistiernic, au fost enumerate ținuturile și satele Moldovei, indicîndu-se numărul locuitorilor și birul plătit pentru trei luni.
Scăzând din 1812 trei ani, se constată că lista anexată de I.Ruset-Roznovanu a fost întocmită în 1809. Aceeași operație de scădere, posibil, a efectuat-o și Ion Chirtoagă, în a cărui lucrare despre istoria Moldovei de Sud-Est, făcând trimitere la dosarul în cauză din arhiva Națională a Moldovei, la fel arată anul 1809 ca fiind cel care poate fi datat actul remis lui S.Kușnikov.
În realitate, lista a fost alcătuită în 1808, an care figurează în titlul unui tabel, prezent în același dosar, în el fiind trecute cifrele totale caracteristice fiecărui ținut. Cifrele din tabel corespund cu cele de la sfârșitul listelor de sate din fiecare ținut, listele repetându-se de două ori.
În versiune românească titlul tabelului este următorul :„Tabel întocmit în 1808, în baza listei generale, privind numărul și denumirea ținuturilor din Principatul Moldovei și regiunea Basarabia, numărul orașelor, târgușoarelor și satelor, numărul locuitorilor din fiecare ținut, și anume : al birnicilor, mazililor, ruptașilor, ruptașilor de vistierie, evreilor, negustorilor, hrisovuliților, țiganilor și al diferitor slujitori, cu excepția boierilor, străinilor și clerului, precum și cu excepția bulgarilor, sârbilor și a altor coloniști aflați sub administrația unor pristavi speciali și cea a consilierilor de stat activ Koronelli”. Sadâcul este menționat în cele două liste din ținutul Codru, așadar, satul fiind menționat documentar pentru prima oară în 1808.

## Etimologie
Anatol Eremia afirmă în „NOTE DE TOPONIMIE BASARABEANĂ” că toponimul Sadâc, „corespunde antroponimului de origine turco-tătară Sadâc”. Savantul propune în continuare să se compare cuvintele turco-tătărești sadâc, sadic, precum și cuvântul turcic sadik, cu sensul de „credincios, sincer, cinstit”. Astfel denumirea satului provine de la numele unei căpetenii a hoardei tătărești.
Conform opiniei cercetătorului Ion Dron, căruia autorul acestor rânduri i-a adresat rugămintea să și-o expună în acest sens, denumirea localității Sadâc are la origine antroponimul de proveniență arabă, Sadâc, purtat (în Bugeac) de o căpetenie a unei subdiviziuni tribale nohaice. Numele personal Sadâc este frecvent întâlnit în antroponimia tuturor popoarelor turcice de confesiune islamică.
Exista si varianta unui împrumut turcic: satuɣ (chagat.), satuk (cuman), sаdуk (uigur) cu sensuri apropiate de cuvântul „târg” din romana (Радлов 4, 380 и сл., 386).

## Demografie

### Structura etnică
Structura etnică a satului Sadîc conform recensământului populației din 2004:
| Grup etnic                                               | Populație | % Procentaj  |
| -------------------------------------------------------- | --------- | ------------ |
| Băștinași declarați Moldoveni Băștinași declarați Români | 2079 4    | 97,29% 0,19% |
| Găgăuzi                                                  | 30        | 1,40%        |
| Ruși                                                     | 11        | 0,51%        |
| Bulgari                                                  | 10        | 0,47%        |
| Ucraineni                                                | 2         | 0,09%        |
| Alții                                                    | 1         | 0,05%        |
| Total                                                    | 2137      |              |

## Personalități
- Nicolae Sulac, interpret de muzică populară
- Vasile Zamfir, viorist